# Volans (grup)
Volans és un trio de rock instrumental de Barcelona creat el 2011 i format per Hug Bonet, guitarra, Edu Roselló, baix, i Lluís Campos, bateria. El trio, antany membres de la dissolta banda de metall HOM, fusiona pop i rock instrumental amb tot un ventall de tons melòdics que ells defineixen com a càlids, agressius, inquietants i foscos. El 2012 van publicar Geografías del Olvido, amb quatre composicions, a través d'una campanya de financiació, editant 500 exemplars en format digipack, gravat a Alamo Estudio i masteritzat per Yves Roussel. El 2014, van publicar De prop, treball post-rock instrumental amb influència del jazz i la psicodèlia, disc de 7 cançons gravat en directe en els estudis L'Atlàntida de Barcelona del què van editar 200 còpies.

## Discografia
- Geografías del Olvido, (EP, 2012)
- De prop (2014)